# Автономное сообщество (Испания)
Автономное сообщество (исп. comunidad autónoma) — это основная административно-территориальное единица испанского государства, которая в рамках действующей конституционной правовой системы наделена автономией, имеет собственные учреждения и представителей, а также определённые законодательные, исполнительные и административные полномочия, что во многом роднит её с субъектами федерации.
Королевство Испания, территория которого считается 51-й в мире и составляет 504 782 км², подразделяется на 17 автономных сообществ (автономий) и 2 автономных города (исп. cuidades autónomas) в северо-западной части африканского континента — Мелилья и Сеута. Автономные сообщества, которые часто называют автономными областями, в свою очередь, подразделяются на 50 провинций.

## История
Провозглашение Конституции Испании 1978 года, закрепляющей «право на автономию национальностей и регионов», входящих в состав государства, стало радикальным изменением по сравнению с предыдущим режимом, диктатурой Франко, который основывался на традиционных централизованных принципах. Таким образом, Конституция стала ответом на проблему, которая неоднократно возникала в истории Испании в результате различия идентичностей, на которых строилось её единство.
После ратификации Конституции и в результате воплощения изложенных в разделе VIII принципов в период с 1979 по 1983 год был завершён процесс создания 16 автономных сообществ и форального сообщества путём утверждения их статутов автономии, хотя только четыре из них —Каталония, Страна Басков, Галисия и Андалусия— были одобрены их гражданами. Следует подчеркнуть, что процесс, предусмотренный Конституцией Испании, не заставляет регионы или национальности создавать автономные сообщества, а теоретически является их правом. Однако на практике пакты об автономии вынуждали провинции образовывать автономные сообщества. Так, например, в марте 1983 года единственная провинция, не входившая ни в одно из сообществ, Сеговия, была вынуждена по указу правительства присоединиться к Кастилии и Леону «по соображениям национального интереса».
31 июля 1981 года президент правительства Леопольдо Кальво-Сотело и лидер оппозиции Фелипе Гонсалес подписали первые пакты об автономии, которые предусматривали создание 17 автономных сообществ с одинаковыми органами, но с разными полномочиями. В 1995 году он был обновлён вторым пактом об автономий, подписанным тогдашним президентом Фелипе Гонсалесом и лидером оппозиции Хосе Марией Аснаром, в соответствии с которым были созданы два автономных города — Сеута и Мелилья. В результате этих соглашений в 1995 году «карта автономных областей» была закрыта для дальнейшей переделки или расширения.
С 2003 года в Европейском Союзе действуют единицы NUTS для статистических целей, основанные на европейских правилах и установленные Евростатом. 17 автономных сообществ Испании классифицируются на уровне NUTS 2.

## Базовая организации автономной администрации
Статья 152.3 Конституции уставляет основные институциональные основы организации автономных сообществ, которые получили автономию по так называемому «ускоренному пути», а именно: Страна Басков, Каталония, Галисия и Андалусия. Однако эта базовая институциональная организация была принята всеми автономными сообществами посредством их соответствующих Уставов автономии, независимо от их пути к политической автономии.
Таким образом, в настоящее время основными органами, общими для всех автономных сообществ, являются: Законодательная Aссамблея, избираемая всеобщим голосованием; Совет правительства наделённый исполнительными функциями; и президент автономного сообщества, избираемый Законодательной Aссамблеей из числа своих членов и являющийся высшим представителем сообщества.

### Законодательные Ассамблеи
Ассамблея — это однопалатный автономный парламент, который в разных сообществах называется по-разному:
- Парламент (исп. Parlamento): Андалусия, Канарские острова, Кантабрия, Каталония, Галисия, Балеарские острова, Риоха, Наварра и Страна Басков.
- Кортесы (исп. Cortes): Арагон, Кастилья-Ла-Манча, Кастилья-Леон и Валенсия.
- Ассамблея (исп. Asamblea): Эстремадура, Мадрид, Сеута, Мелилья и Мурсия.
- Общая хунта (исп. Junta General): Княжество Астурия.

#### Выборы
Члены избираются всеобщим голосованием по той же системе несовместимости и неправомочности, что и в Генеральных кортесах. Выборы проводятся в последнее воскресенье мая каждые четыре года во всех сообществах, кроме следующих:
- Андалусия, Канарские острова, Каталония, Галисия, Страна Басков, Валенсия и Кастилия-Леон могут распустить парламент и назначить выборы по желанию региональных президентов, если это произойдёт до окончания срока полномочий их законодательных органов.
- В автономных сообществах Наварра, Астурийское княжество и Арагон выборы проводятся в четвёртое воскресенье мая каждые четыре года, хотя после реформы уставов и принятия закона «Об улучшении фуэро» в Наварре президент каждого автономного сообщества может распустить кортесы и назначить выборы в любое удобное для него время, если это произойдёт до окончания срока его полномочий.

#### Полномочия
Автономные сообщества обладают законодательной властью, которая принадлежит их Ассамблее. В дополнение к другим функциям: бюджетной, контролю над автономной исполнительной властью, выборам правительства, президента исполнительной власти, участию в реформах Конституции, контролю за конституционностью законов и положений, имеющих силу закона, участию в составе Сената.

### Исполнительная власть

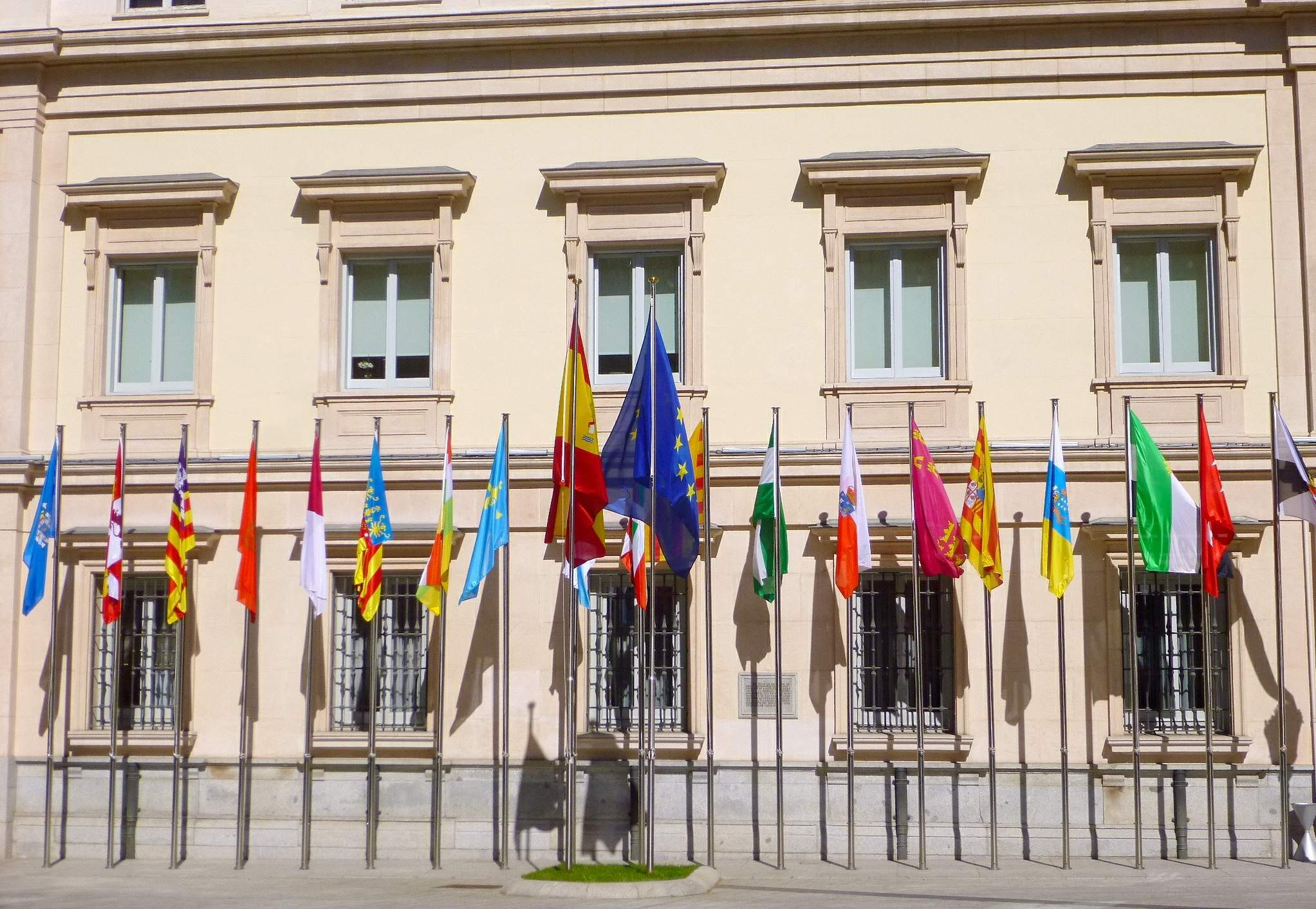
Флаги 19 сообществ Испании, а также флаги Испании и Европейского союза на фасаде Дворца Сената в Мадриде.

#### Президент

##### Назначение
После проведения выборов и учреждения Законодательной Ассамблеи, в автономных сообществах, где возможен только один кандидат на пост президента, его предлагает председатель автономного парламента. Предложенный кандидат избирается, если его поддерживает абсолютное большинство голосов при первом голосовании или простое большинство голосов при втором голосовании. В автономных сообществах, где возможно несколько кандидатов, они предлагаются парламентскими группами, и те, кто получает абсолютное большинство голосов, избираются в первом туре голосования. Если абсолютное большинство не получено, избирается кандидат, получивший простое большинство голосов во втором туре голосования, в котором участвуют все кандидаты в Стране Басков и только два кандидата, получившие наибольшее количество голосов в Астурии.
Если кандидатура не получила поддержки, голосование повторяется с другими кандидатами, и если через 2 месяца после первого голосования ни один из кандидатов не получил поддержки, палата распускается и назначаются новые выборы.

##### Полномочия
Его функции: руководство Советом правительства и верховным представительством сообщества, представительство государства в автономном сообществе. А также, он промульгирует и отдаёт распоряжения о выпуске законов и назначении судебной власти в сообществе.

#### Совет правительства
Это высший коллегиальный орган исполнительной власти автономного сообщества. В его функции входит гражданское управление, правоприменение и регулирование. Его члены подотчётны Высшему суду юстиции как по гражданским, так и по уголовным делам. Они подлежат политическому контролю посредством вотума доверия и недоверия. Председателем парламента является президент автономного сообщества, который назначает и смещает его членов.

### Другие органы
Сообщества могут создавать свои собственные Счётные палаты, Омбудсменов (в Арагоне эту обязанность выполняет представитель Юстиции Арагона, который является третьей фигурой, наряду с Председателем Генеральной депутации Арагона и Председателем Кортесов Арагона) и другие органы для их надлежащего функционирования.

## Компетенции и финансирование
В статьях 148 и 149 Конституции Испании перечислены возможные «компетенции» автономных сообществ, а также сферы, которые центральное правительство сохраняет в качестве исключительных или общих «компетенций». Так, «автономные сообщества могут взять на себя компетенцию» в сфере образования, системы здравоохранения, культуры и языка, наследия, социальной помощи, территориального и городского планирования, охраны окружающей среды, общественного транспорта, сельского хозяйства и т. д. Передаваемые полномочия зависят от статутов автономии и могут существенно различаться: например, Страна Басков и Наварра обладают более широкими фискальными полномочиями и автономией, в то время как основные услуги автономных городов Сеута и Мелилья, как правило, предоставляются центральным правительством в силу их местоположения и обстоятельств.
Автономные сообщества общего режима (все, кроме Страны Басков и Наварры, где действует форальный режим) совместно с центральным правительством управляют налогами, например, взимая собственные налоги на имущество и наследство, собирая часть подоходного налога, а 50 % средств, полученных от НДС и акциза на алкоголь, передаются автономным сообществам центральным правительством. Территориальное деление Испании основано на принципе справедливости, поскольку принимаются меры для обеспечения одинакового уровня финансирования государственных услуг в различных сообществах, несмотря на экономические различия между автономными сообществами.

## Индекс автономных сообществ и городов
| Автономное сообщество | Флаг                   | Герб                               | Провинции         | Столица провинции           | Столица автономнии                                                               | Статут автономии                                                 | Расположение |
| --------------------- | ---------------------- | ---------------------------------- | ----------------- | --------------------------- | -------------------------------------------------------------------------------- | ---------------------------------------------------------------- | ------------ |
| Андалусия             |                        |                                    | Альмерия          | Альмерия                    | Севилья                                                                          | 2007 (заменяет предыдущий статут 1981 года)                      |              |
| Андалусия             | Кадис                  | Кадис                              |                   |                             | Севилья                                                                          | 2007 (заменяет предыдущий статут 1981 года)                      |              |
| Андалусия             | Кордова                | Кордова                            |                   |                             | Севилья                                                                          | 2007 (заменяет предыдущий статут 1981 года)                      |              |
| Андалусия             | Гранада                | Гранада                            |                   |                             | Севилья                                                                          | 2007 (заменяет предыдущий статут 1981 года)                      |              |
| Андалусия             | Уэльва                 | Уэльва                             |                   |                             | Севилья                                                                          | 2007 (заменяет предыдущий статут 1981 года)                      |              |
| Андалусия             | Хаэн                   | Хаэн                               |                   |                             | Севилья                                                                          | 2007 (заменяет предыдущий статут 1981 года)                      |              |
| Андалусия             | Малага                 | Малага                             |                   |                             | Севилья                                                                          | 2007 (заменяет предыдущий статут 1981 года)                      |              |
| Андалусия             | Севилья                | Севилья                            |                   |                             | Севилья                                                                          | 2007 (заменяет предыдущий статут 1981 года)                      |              |
| Арагон                |                        |                                    | Уэска             | Уэска                       | Сарагоса                                                                         | 1982 год (с изменениями в 1994, 1996 и 2007 годах)               |              |
| Арагон                | Теруэль                | Теруэль                            |                   |                             | Сарагоса                                                                         | 1982 год (с изменениями в 1994, 1996 и 2007 годах)               |              |
| Арагон                | Сарагоса               | Сарагоса                           |                   |                             | Сарагоса                                                                         | 1982 год (с изменениями в 1994, 1996 и 2007 годах)               |              |
| Астурия               |                        |                                    | Унипровинциальное | Овьедо                      | Овьедо                                                                           | 1981 год (с изменениями в 1991, 1994 и 1999 годах)               |              |
| Балеарские острова    |                        |                                    | Унипровинциальное | Пальма                      | Пальма                                                                           | 2007 (заменяет предыдущий Статут 1983 года)                      |              |
| Канарские острова     |                        |                                    | Лас-Пальмас       | Лас-Пальмас-де-Гран-Канария | Статус общей столицы между Лас-Пальмас-де-Гран-Канария и Санта-Крус-де-Тенерифе. | 1982 год (с изменениями в 1996 году)                             |              |
| Канарские острова     | Санта-Крус-де-Тенерифе | Санта-Крус-де-Тенерифе             |                   |                             | Статус общей столицы между Лас-Пальмас-де-Гран-Канария и Санта-Крус-де-Тенерифе. | 1982 год (с изменениями в 1996 году)                             |              |
| Кантабрия             |                        |                                    | Унипровинциальное | Сантандер                   | Сантандер                                                                        | 1981 год (с изменениями в 1991, 1994, 1997, 1998 и 2002 годах)   |              |
| Кастилия-Ла-Манча     |                        |                                    | Альбасете         | Альбасете                   | Необъявленная столица, де-факто Толедо                                           | 1982 год (с изменениями в 1991, 1994, 1997 и 2002 годах)         |              |
| Кастилия-Ла-Манча     | Сьюдад-Реаль           | Сьюдад-Реаль                       |                   |                             | Необъявленная столица, де-факто Толедо                                           | 1982 год (с изменениями в 1991, 1994, 1997 и 2002 годах)         |              |
| Кастилия-Ла-Манча     | Куэнка                 | Куэнка                             |                   |                             | Необъявленная столица, де-факто Толедо                                           | 1982 год (с изменениями в 1991, 1994, 1997 и 2002 годах)         |              |
| Кастилия-Ла-Манча     | Гвадалахара            | Гвадалахара                        |                   |                             | Необъявленная столица, де-факто Толедо                                           | 1982 год (с изменениями в 1991, 1994, 1997 и 2002 годах)         |              |
| Кастилия-Ла-Манча     | Толедо                 | Толедо                             |                   |                             | Необъявленная столица, де-факто Толедо                                           | 1982 год (с изменениями в 1991, 1994, 1997 и 2002 годах)         |              |
| Кастилия-Леон         |                        |                                    | Авила             | Авила                       | Необъявленная столица, де-факто Вальядолид                                       | 1983 год (не утверждён, изменён в 1988, 1994, 1999 и 2007 годах) |              |
| Кастилия-Леон         | Бургос                 | Бургос                             |                   |                             | Необъявленная столица, де-факто Вальядолид                                       | 1983 год (не утверждён, изменён в 1988, 1994, 1999 и 2007 годах) |              |
| Кастилия-Леон         | Леон                   | Леон                               |                   |                             | Необъявленная столица, де-факто Вальядолид                                       | 1983 год (не утверждён, изменён в 1988, 1994, 1999 и 2007 годах) |              |
| Кастилия-Леон         | Паленсия               | Паленсия                           |                   |                             | Необъявленная столица, де-факто Вальядолид                                       | 1983 год (не утверждён, изменён в 1988, 1994, 1999 и 2007 годах) |              |
| Кастилия-Леон         | Саламанка              | Саламанка                          |                   |                             | Необъявленная столица, де-факто Вальядолид                                       | 1983 год (не утверждён, изменён в 1988, 1994, 1999 и 2007 годах) |              |
| Кастилия-Леон         | Сеговия                | Сеговия                            |                   |                             | Необъявленная столица, де-факто Вальядолид                                       | 1983 год (не утверждён, изменён в 1988, 1994, 1999 и 2007 годах) |              |
| Кастилия-Леон         | Сория                  | Сория                              |                   |                             | Необъявленная столица, де-факто Вальядолид                                       | 1983 год (не утверждён, изменён в 1988, 1994, 1999 и 2007 годах) |              |
| Кастилия-Леон         | Вальядолид             | Вальядолид                         |                   |                             | Необъявленная столица, де-факто Вальядолид                                       | 1983 год (не утверждён, изменён в 1988, 1994, 1999 и 2007 годах) |              |
| Кастилия-Леон         | Самора                 | Самора                             |                   |                             | Необъявленная столица, де-факто Вальядолид                                       | 1983 год (не утверждён, изменён в 1988, 1994, 1999 и 2007 годах) |              |
| Каталония             |                        | El escudo, símbolo no oficializado | Барселона         | Барселона                   | Барселона                                                                        | 2006 (заменяет предыдущий Статут 1979 года)                      |              |
| Каталония             | Жирона                 | El escudo, símbolo no oficializado | Жирона            |                             | Барселона                                                                        | 2006 (заменяет предыдущий Статут 1979 года)                      |              |
| Каталония             | Лерида                 | El escudo, símbolo no oficializado | Лерида            |                             | Барселона                                                                        | 2006 (заменяет предыдущий Статут 1979 года)                      |              |
| Каталония             | Таррагона              | El escudo, símbolo no oficializado | Таррагона         |                             | Барселона                                                                        | 2006 (заменяет предыдущий Статут 1979 года)                      |              |
| Валенсия              |                        |                                    | Аликанте          | Аликанте                    | Валенсия                                                                         | 2006 (заменяет предыдущий Статут 1982 года)                      |              |
| Валенсия              | Кастельон              | Кастельон-де-ла-Плана              |                   |                             | Валенсия                                                                         | 2006 (заменяет предыдущий Статут 1982 года)                      |              |
| Валенсия              | Валенсия               | Валенсия                           |                   |                             | Валенсия                                                                         | 2006 (заменяет предыдущий Статут 1982 года)                      |              |
| Эстремадура           |                        |                                    | Бадахос           | Бадахос                     | Мерида                                                                           | 1983 год (с изменениями в 1991, 1994, 1999, 2002 и 2011 годах)   |              |
| Эстремадура           | Касерес                | Касерес                            |                   |                             | Мерида                                                                           | 1983 год (с изменениями в 1991, 1994, 1999, 2002 и 2011 годах)   |              |
| Галисия               |                        |                                    | Ла-Корунья        | Ла-Корунья                  | Сантьяго-де-Компостела                                                           | 1981                                                             |              |
| Галисия               | Луго                   | Луго                               |                   |                             | Сантьяго-де-Компостела                                                           | 1981                                                             |              |
| Галисия               | Оренсе                 | Оренсе                             |                   |                             | Сантьяго-де-Компостела                                                           | 1981                                                             |              |
| Галисия               | Понтеведра             | Понтеведра                         |                   |                             | Сантьяго-де-Компостела                                                           | 1981                                                             |              |
| Риоха                 |                        |                                    | Унипровинциальное | Логроньо                    | Логроньо                                                                         | 1982                                                             |              |
| Мадрид                |                        |                                    | Унипровинциальное | Мадрид                      | Мадрид                                                                           | 1983                                                             |              |
| Мурсия                |                        |                                    | Унипровинциальное | Мурсия                      | Мурсия                                                                           | 1982                                                             |              |
| Наварра               |                        |                                    | Унипровинциальное | Памплона                    | Памплона                                                                         | 1982                                                             |              |
| Страна Басков         |                        |                                    | Алава             | Витория-Гастейс             | Необъявленная столица, де-факто Витория-Гастейс                                  | 1979                                                             |              |
| Страна Басков         | Гипускоа               | Сан-Себастьян                      |                   |                             | Необъявленная столица, де-факто Витория-Гастейс                                  | 1979                                                             |              |
| Страна Басков         | Бискайя                | Бильбао                            |                   |                             | Необъявленная столица, де-факто Витория-Гастейс                                  | 1979                                                             |              |
| Автономный город      | Автономный город       | Автономный город                   | Флаг              | Герб                        | Герб                                                                             | Статут автономии                                                 | Localización |
| Сеута                 | Сеута                  | Сеута                              |                   |                             |                                                                                  | 1995                                                             |              |
| Мелилья               | Мелилья                | Мелилья                            |                   |                             |                                                                                  | 1995                                                             |              |

## Сообщества по площади и численности населения
В этих таблицах представлены данные о площади и численности населения (данные из муниципального регистра жителей, INE по состоянию на 1 января 2024 года) автономных сообществ.
| Площадь                         | Площадь                         | Площадь       | Площадь |
| Автономное сообщество или город | Автономное сообщество или город | Площадь (км²) | Процент |
| ------------------------------- | ------------------------------- | ------------- | ------- |
| 1                               | Кастилия-Леон                   | 94 226        | 18,6 %  |
| 2                               | Андалусия                       | 87 268        | 17,2 %  |
| 3                               | Кастилия-Ла-Манча               | 79 463        | 15,7 %  |
| 4                               | Арагон                          | 47 719        | 9,4 %   |
| 5                               | Эстремадура                     | 41 635        | 8,2 %   |
| 6                               | Каталония                       | 32 107        | 6,3 %   |
| 7                               | Галисия                         | 29 574        | 5,8 %   |
| 8                               | Валенсия                        | 23 255        | 4,6 %   |
| 9                               | Мурсия                          | 11 313        | 2,9 %   |
| 10                              | Астурия                         | 10 604        | 2,1 %   |
| 11                              | Наварра                         | 10 391        | 2,0 %   |
| 12                              | Мадрид                          | 8022          | 1,6 %   |
| 13                              | Канарские острова               | 7447          | 1,5 %   |
| 14                              | Страна Басков                   | 7234          | 1,4 %   |
| 15                              | Кантабрия                       | 5326          | 1,0 %   |
| 16                              | Риоха                           | 5045          | 1,0 %   |
| 17                              | Балеарские острова              | 4992          | 1,0 %   |
| 18                              | Сеута                           | 19            | 0,0 %   |
| 19                              | Мелилья                         | 12            | 0,0 %   |
| ВСЕГО                           | ВСЕГО                           | 504 645       | 100 %   |

| Население                       | Население                       | Население  | Население | Население            |
| Автономное сообщество или город | Автономное сообщество или город | Население  | Процент   | Плотность (жит./км²) |
| ------------------------------- | ------------------------------- | ---------- | --------- | -------------------- |
| 1                               | Андалусия                       | 8 619 616  | 17,84 %   | 98,76                |
| 2                               | Каталония                       | 8 012 231  | 16,35 %   | 249,5                |
| 3                               | Мадрид                          | 7 001 715  | 14,17 %   | 844,53               |
| 4                               | Валенсия                        | 5 319 285  | 10,69 %   | 228,73               |
| 5                               | Галисия                         | 2 705 833  | 5,65 %    | 91,51                |
| 6                               | Кастилия-Леон                   | 2 391 682  | 4,98 %    | 25,42                |
| 7                               | Страна Басков                   | 2 227 684  | 4,63 %    | 307,94               |
| 8                               | Канарские острова               | 2 202 048  | 4,57 %    | 292,19               |
| 9                               | Кастилия-Ла-Манча               | 2 104 433  | 4,32 %    | 26,48                |
| 10                              | Мурсия                          | 1 552 457  | 3,22 %    | 137,22               |
| 11                              | Арагон                          | 1 351 591  | 2,78 %    | 28,32                |
| 12                              | Балеарские острова              | 1 231 487  | 2,47 %    | 244,34               |
| 13                              | Эстремадура                     | 1 054 681  | 2,21 %    | 25,33                |
| 14                              | Астурия                         | 1 009 599  | 2,11 %    | 95,21                |
| 15                              | Наварра                         | 678 333    | 1,39 %    | 65,28                |
| 16                              | Кантабрия                       | 590 851    | 1,23 %    | 111,04               |
| 17                              | Риоха                           | 324 184    | 0,67 %    | 64,27                |
| 18                              | Мелилья                         | 85 811     | 0,18 %    | 6976,50              |
| 19                              | Сеута                           | 83 229     | 0,17 %    | 4498,86              |
| ВСЕГО                           | ВСЕГО                           | 48 797 875 | 100 %     | 95,26                |

## Экономика и ВВП

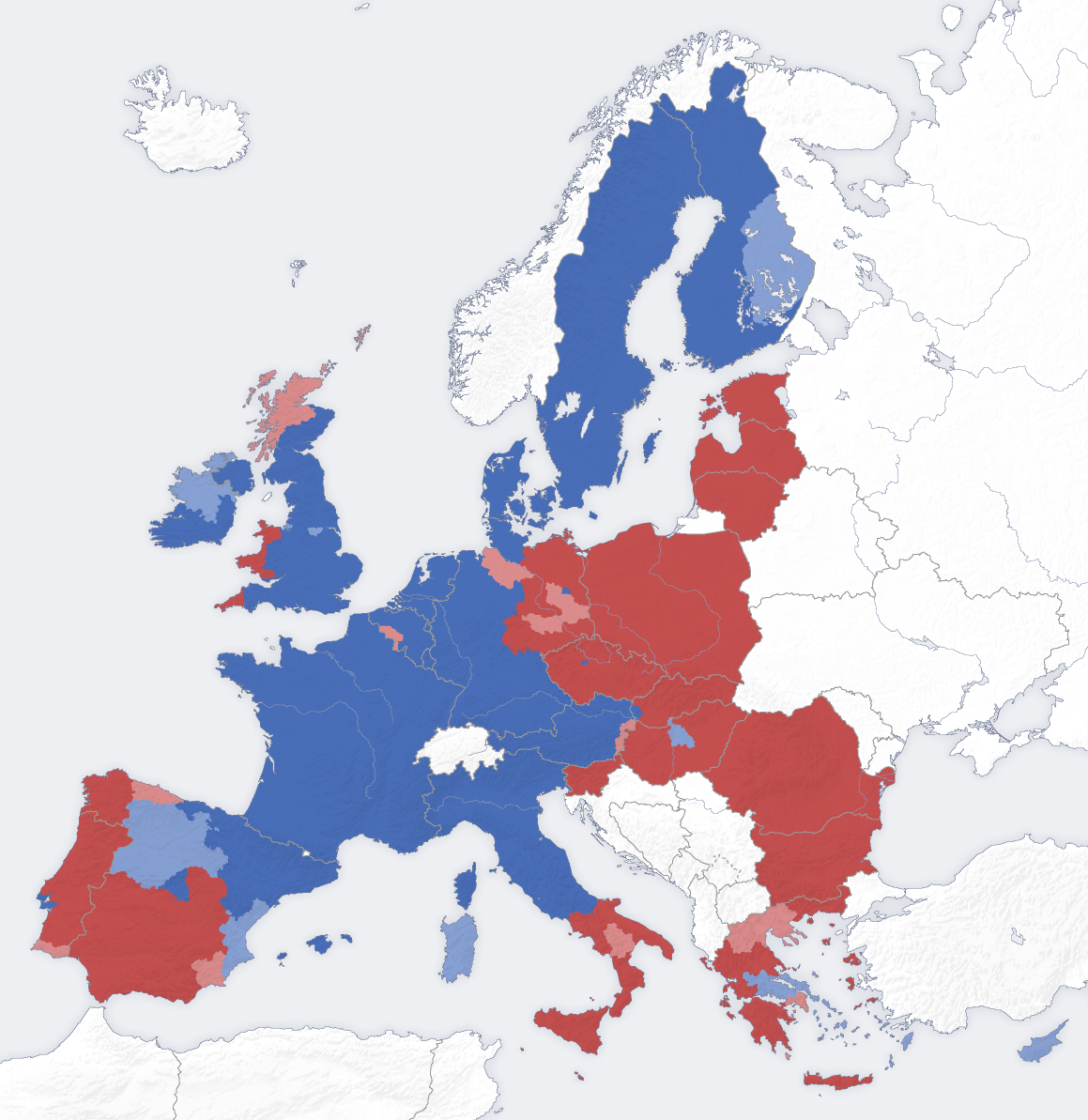
Европейский фонд регионального развития в 2007—2013 годах.

Ниже представлен список испанских автономных сообществ, упорядоченный по уровню дохода на душу населения (2018 г.). Знать доход на душу населения автономного сообщества очень важно, так как от этого зависит объем европейских средств, которые получает регион. «Менее развитые» регионы, чей ВВП на душу населения составляет менее 75 % от среднего показателя по ЕС, остаются главным приоритетом Политики Сплочения (Цель 1). Регионы с «переходной экономикой», чей ВВП на душу населения составляет от 75 % до 90 % от среднего уровня по ЕС, станут Целью 2. В случае Испании в такой ситуации в 2010 году находилась только Эстремадура.
| #       | Название           | ВВП на душу населения | Испания = 100 % |
| ------- | ------------------ | --------------------- | --------------- |
| 1       | Мадрид             | 35 041 €              | 136,2 %         |
| 2       | Страна Басков      | 33 223 €              | 129,1 %         |
| 3       | Наварра            | 31 389 €              | 122,0 %         |
| Европа  | Европа             | 30 960 €              | 120,3 %         |
| 4       | Каталония          | 30 426 €              | 118,3 %         |
| 5       | Арагон             | 28 151 €              | 109,4 %         |
| 6       | Балеарские острова | 27 682 €              | 107,6 %         |
| 7       | Риоха              | 27 225 €              | 105,8 %         |
| Испания | Испания            | 25 727 €              | 100,0 %         |
| 8       | Кастилия-Леон      | 24 031 €              | 93,4 %          |
| 9       | Кантабрия          | 23 757 €              | 92,3 %          |
| 10      | Галисия            | 23 183 €              | 90,1 %          |
| 11      | Астурия            | 22 789 €              | 88,6 %          |
| 12      | Валенсия           | 22 426 €              | 87,2 %          |
| 13      | Мурсия             | 21 269 €              | 82,7 %          |
| 14      | Канарские острова  | 20 892 €              | 81,2 %          |
| 15      | Кастилия-Ла-Манча  | 20 363 €              | 79,2 %          |
| 16      | Сеута              | 20 120 €              | 78,2 %          |
| 17      | Андалусия          | 19 107 €              | 74,3 %          |
| 18      | Эстремадура        | 18 769 €              | 72,9 %          |
| 19      | Мелилья            | 18 533 €              | 72,0 %          |

| #           | Название           | ВВП (ном.) млн € | %      |
| ----------- | ------------------ | ---------------- | ------ |
| 1           | Мадрид             | 230 795          | 19,2 % |
| 2           | Каталония          | 228 682          | 19 %   |
| 3           | Андалусия          | 160 622          | 13,4 % |
| 4           | Валенсия           | 110 979          | 9,2 %  |
| 5           | Страна Басков      | 72 170           | 6 %    |
| 6           | Галисия            | 62 570           | 5,2 %  |
| 7           | Кастилия-Леон      | 57 926           | 4,8 %  |
| 8           | Канарские острова  | 45 720           | 3,8 %  |
| 9           | Кастилия-Ла-Манча  | 41 345           | 3,4 %  |
| 10          | Арагон             | 37 038           | 3,1 %  |
| 11          | Балеарские острова | 32 542           | 2,7 %  |
| 12          | Мурсия             | 31 458           | 2,6 %  |
| 13          | Астурия            | 23 340           | 1,9 %  |
| 14          | Наварра            | 20 282           | 1,7 %  |
| 15          | Эстремадура        | 20 028           | 1,7 %  |
| 16          | Кантабрия          | 13 801           | 1,1 %  |
| 17          | Риоха              | 8513             | 0,7 %  |
| 18          | Сеута              | 1709             | 0,1 %  |
| 19          | Мелилья            | 1568             | 0,1 %  |
| Extra-regio | Extra-regio        | 1103             | 0,1 %  |
| Всего       | Всего              | 1 202 193        | 100 %  |

## Бюджеты и распределение доходов
Создание автономных сообществ потребовало создания системы финансирования, которая гарантировала бы наличие ресурсов, необходимых для осуществления полномочий, возложенных на эти новые территориальные органы управления. Конституция 1978 года определила основные аспекты финансирования автономных сообществ в статьях 156—158, которые устанавливают следующие принципы:
- Финансовая автономия, которая подразумевает свободу сообществ принимать решения о своих расходах и доходах, но не абсолютно, а в связи с другими принципами.
- Солидарность, с точки зрения адекватного и справедливого экономического баланса между различными частями территории.
- Равенство, чтобы различия между статутами не приводили к экономическим или социальным привилегиям.
- Координация с государственным казначейством, как гарантия эффективности функционирования автономного государства в целом.

Однако эти общие принципы не определяют существование единой модели. Напротив, признание исторических прав Конституцией (Первое дополнительное положение) привело к созданию системы Соглашения и Договора, применимой исключительно к форальным территориям Наварры и Страны Басков, в то время как остальные сообщества регулируются общей системой, основы которой заложены в Органическом законе 8/1980 от 22 сентября 1980 года о финансировании автономных сообществ.

### Форальный режим
Статут автономии Страны Басков признал режим экономических соглашений для финансирования её исторических территорий (Алава, Гипускоа и Вискайя), создав таким образом собственную характерную систему. Первое экономическое соглашение было утверждено Законом 12/1981 от 13 мая 1981 года, срок действия которого был продлён до 31 декабря 2001 года. Закон 12/2002 от 23 мая 2002 года утвердил нынешнее Экономическое соглашение на неопределённый срок, установив, что каждые пять лет должен приниматься закон о процедуре определения квоты на пятилетний период.

### Доходы
Распределение доходов по автономным сообществам даёт парадоксальные данные. Мадридское сообщество, одно из крупнейших по объёму ВВП, оказывается в наихудшем положении, если разделить бюджет сообщества на количество жителей, что называется доходом на человека. В порядке от высшего к низшему разница между «богатыми сообществами» и «бедными сообществами» составляет практически 100 %. На первом месте — Наварра с 7967 € на человека, на втором — Риоха с 6121 € на человека, на третьем — Эстремадура с 6067 € на человека.
| Автономные сообщества и города |                    |               |                  |
| #                              | Название           | Доходы (2022) | Дох./чел. (2022) |
| 1                              | Наварра            | 5 273 127     | 7967 €           |
| 2                              | Риоха              | 1 939 235     | 6121 €           |
| 3                              | Эстремадура        | 6 381 008     | 6067 €           |
| 4                              | Страна Басков      | 13 140 577    | 6024 €           |
| 5                              | Каталония          | 44 573 733    | 5781 €           |
| 6                              | Кантабрия          | 3 342 637     | 5712 €           |
| 7                              | Валенсия           | 28 468 015    | 5575 €           |
| 8                              | Кастилия-Ла-Манча  | 11 436 318    | 5557 €           |
| 9                              | Арагон             | 6 991 666     | 5315 €           |
| 10                             | Астурия            | 5 289 634     | 5261 €           |
| 11                             | Балеарские острова | 6 397 822     | 5192 €           |
| 12                             | Галисия            | 13 107 581    | 4866 €           |
| 13                             | Кастилия-Леон      | 11 235 461    | 4729 €           |
| 14                             | Сеута              | 389 500       | 4717 €           |
| 15                             | Мурсия             | 6 962 802     | 4547 €           |
| 16                             | Канарские острова  | 9 973 597     | 4410 €           |
| 17                             | Мелилья            | 362 023       | 4251 €           |
| 18                             | Андалусия          | 36 074 925    | 4225 €           |
| 19                             | Мадрид             | 25 999 172    | 3809 €           |
| * источник:                    |                    |               |                  |

## Президенты автономных сообществ и городов
| 13 | 4 | 1 | 1 |

| Автономное сообщество | Правительство                         | Изображение | Президент Наименование                                           | Политическая партия | Политическая партия | Мандаты                                                                | Правительство                                   |
| --------------------- | ------------------------------------- | ----------- | ---------------------------------------------------------------- | ------------------- | ------------------- | ---------------------------------------------------------------------- | ----------------------------------------------- |
| Андалусия             | Хунта Андалусии                       |             | Хуан Мануэль Морено Президент Хунты Андалусии                    |                     | PP                  | 2018—2022 2022-н. в.                                                   | PP                                              |
| Андалусия             | Хунта Андалусии                       | Большинство | Хуан Мануэль Морено Президент Хунты Андалусии                    |                     | PP                  | 2018—2022 2022-н. в.                                                   |                                                 |
| Арагон                | Правительство Арагона                 |             | Хорхе Аскон Президент правительства Арагона                      |                     | PP                  | 2023-н. в.                                                             | PP                                              |
| Арагон                | Правительство Арагона                 | Меньшинство | Хорхе Аскон Президент правительства Арагона                      |                     | PP                  | 2023-н. в.                                                             |                                                 |
| Астурия               | Совет правительства княжества Астурия |             | Адриан Барбон Президент Княжества Астурия                        |                     | PSOE                | 2019-2023 2023-н. в.                                                   | PSOE Convocatoria por Asturias                  |
| Астурия               | Совет правительства княжества Астурия | Большинство | Адриан Барбон Президент Княжества Астурия                        |                     | PSOE                | 2019-2023 2023-н. в.                                                   |                                                 |
| Балеарские острова    | Правительство Балеарских островов     |             | Марга Прохенс Президент Хунты Андалусии                          |                     | PP                  | 2023-н. в.                                                             | PP                                              |
| Балеарские острова    | Правительство Балеарских островов     | Меньшинство | Марга Прохенс Президент Хунты Андалусии                          |                     | PP                  | 2023-н. в.                                                             |                                                 |
| Канарские острова     | Правительство Канарских островов      |             | Фернандо Клавихо Батлле Президент Канарских островов             |                     | CC                  | 2015-2019 2023-н. в.                                                   | CC PP Agrupación Herreña Independiente          |
| Канарские острова     | Правительство Канарских островов      | Большинство | Фернандо Клавихо Батлле Президент Канарских островов             |                     | CC                  | 2015-2019 2023-н. в.                                                   |                                                 |
| Кантабрия             | Правительство Кантабрии               |             | Мария Хосе Саенс де Буруага Президент Кантабрии                  |                     | PP                  | 2023-н. в.                                                             | PP                                              |
| Кантабрия             | Правительство Кантабрии               | Меньшинство | Мария Хосе Саенс де Буруага Президент Кантабрии                  |                     | PP                  | 2023-н. в.                                                             |                                                 |
| Кастилия-Ла-Манча     | Хунта сообществ Кастилии-Ла-Манчи     |             | Эмилиано Гарсия-Паге Президент Хунты сообществ Кастилии-Ла-Манчи |                     | PSOE                | 2015—2019 2019-2023 2023-н. в.                                         | PSOE                                            |
| Кастилия-Ла-Манча     | Хунта сообществ Кастилии-Ла-Манчи     | Большинство | Эмилиано Гарсия-Паге Президент Хунты сообществ Кастилии-Ла-Манчи |                     | PSOE                | 2015—2019 2019-2023 2023-н. в.                                         |                                                 |
| Кастилия-Леон         | Хунта Кастилья-и-Леон                 |             | Альфонсо Фернандес Маньеко Президент Хунты Кастилии и Леона      |                     | PP                  | 2019-2022 2022-н. в.                                                   | PP                                              |
| Кастилия-Леон         | Хунта Кастилья-и-Леон                 | Меньшинство | Альфонсо Фернандес Маньеко Президент Хунты Кастилии и Леона      |                     | PP                  | 2019-2022 2022-н. в.                                                   |                                                 |
| Каталония             | Женералитет Каталонии                 |             | Сальвадор Илья Президент Женералитата Каталонии                  |                     | PSOE                | 2024-н. в.                                                             | PSOE                                            |
| Каталония             | Женералитет Каталонии                 | Меньшинство | Сальвадор Илья Президент Женералитата Каталонии                  |                     | PSOE                | 2024-н. в.                                                             |                                                 |
| Сеута                 | Совет правительства Сеуты             |             | Хуан Хесус Вивас Президент автономного города Сеута              |                     | PP                  | 2001—2003 2003-2007 2007-2011 2011-2015 2015-2019 2019-2023 2023-н. в. | PP                                              |
| Сеута                 | Совет правительства Сеуты             | Меньшинство | Хуан Хесус Вивас Президент автономного города Сеута              |                     | PP                  | 2001—2003 2003-2007 2007-2011 2011-2015 2015-2019 2019-2023 2023-н. в. |                                                 |
| Валенсия              | Женералитет Валенсии                  |             | Карлос Мазон Президент Женералитата Валенсии                     |                     | PP                  | 2023-н. в.                                                             | PP                                              |
| Валенсия              | Женералитет Валенсии                  | Меньшинство | Карлос Мазон Президент Женералитата Валенсии                     |                     | PP                  | 2023-н. в.                                                             |                                                 |
| Эстремадура           | Хунта Эстремадуры                     |             | Мария Гвардиола Президент Хунты Эстремадуры                      |                     | PP                  | 2023-н. в.                                                             | PP                                              |
| Эстремадура           | Хунта Эстремадуры                     | Меньшинство | Мария Гвардиола Президент Хунты Эстремадуры                      |                     | PP                  | 2023-н. в.                                                             |                                                 |
| Галисия               | Хунта Галисии                         |             | Альфонсо Руэда Президент Хунты Галисии                           |                     | PP                  | 2022—2024 2024-н. в.                                                   | PP                                              |
| Галисия               | Хунта Галисии                         | Большинство | Альфонсо Руэда Президент Хунты Галисии                           |                     | PP                  | 2022—2024 2024-н. в.                                                   |                                                 |
| Риоха                 | Правительство Ла-Риохи                |             | Гонсало Капельян Президент Ла-Риохи                              |                     | PP                  | 2023-н. в.                                                             | PP                                              |
| Риоха                 | Правительство Ла-Риохи                | Большинство | Гонсало Капельян Президент Ла-Риохи                              |                     | PP                  | 2023-н. в.                                                             |                                                 |
| Мадрид                | Правительство сообщества Мадрид       | sinmarco    | Исабель Диас Аюсо Президент сообщества Мадрид                    |                     | PP                  | 2019-2021 2021-2023 2023-н. в.                                         | PP                                              |
| Мадрид                | Правительство сообщества Мадрид       | sinmarco    | Исабель Диас Аюсо Президент сообщества Мадрид                    | Большинство         | PP                  | 2019-2021 2021-2023 2023-н. в.                                         |                                                 |
| Мелилья               | Совет правительства Мелильи           |             | Хуан Хосе Имброда Президент автономного города Мелилья           |                     | PP                  | 2000-2003 2003-2007 2007-2011 2011-2015 2015-2019 2023-н. в.           | PP                                              |
| Мелилья               | Совет правительства Мелильи           | Большинство | Хуан Хосе Имброда Президент автономного города Мелилья           |                     | PP                  | 2000-2003 2003-2007 2007-2011 2011-2015 2015-2019 2023-н. в.           |                                                 |
| Мурсия                | Правительство региона Мурсия          |             | Фернандо Лопес Мирас Президент региона Мурсия                    |                     | PP                  | 2017—2019 2019-2023 2023-н. в.                                         | PP                                              |
| Мурсия                | Правительство региона Мурсия          | Меньшинство | Фернандо Лопес Мирас Президент региона Мурсия                    |                     | PP                  | 2017—2019 2019-2023 2023-н. в.                                         |                                                 |
| Наварра               | Правительство Наварры                 |             | Мария Чивите Президент правительства Наварры                     |                     | PSOE                | 2019-2023 2023-н. в.                                                   | PSOE Geroa Bai Contigo Navarra-Zurekin Nafarroa |
| Наварра               | Правительство Наварры                 | Меньшинство | Мария Чивите Президент правительства Наварры                     |                     | PSOE                | 2019-2023 2023-н. в.                                                   |                                                 |
| Страна Басков         | Правительство Басков                  |             | Иманол Прадалес Президент правительства Басков                   |                     | PNV                 | 2024-н. в.                                                             | PNV PSOE                                        |
| Страна Басков         | Правительство Басков                  | Большинство | Иманол Прадалес Президент правительства Басков                   |                     | PNV                 | 2024-н. в.                                                             |                                                 |

| Текущий процент президентства по партиям | Текущий процент президентства по партиям | Текущий процент президентства по партиям | Текущий процент президентства по партиям | Текущий процент президентства по партиям |
| ---------------------------------------- | ---------------------------------------- | ---------------------------------------- | ---------------------------------------- | ---------------------------------------- |
| PP                                       |                                          |                                          | 68,42 %                                  |                                          |
| PSOE                                     |                                          |                                          | 21,05 %                                  |                                          |
| PNV                                      |                                          |                                          | 5,26 %                                   |                                          |
| CC                                       |                                          |                                          | 5,26 %                                   |                                          |

### Комментарии
1. ↑  Единственное в Испании форальное сообщество, Форальное сообщество Наварры, управляется не Статутом об автономии, а Органическим законом о реинтеграции и улучшении форального режима Наварры (исп. Ley Orgánica de Reintegración y Amejoramiento del Régimen Foral de Navarra)
2. ↑  Так называемая внерегиональная территория (Extra-regio) состоит из всех тех единиц местной деятельности, которые не могут быть непосредственно отнесены к региону.